# Drahňov
Drahňov – wieś (obec) na Słowacji położona w kraju koszyckim, w powiecie Michalovce. Pierwsze wzmianki o miejscowości pochodzą z roku 1315.
Według danych z dnia 31 grudnia 2012, wieś zamieszkiwało 1412 osób, w tym 721 kobiet i 691 mężczyzn.
W 2001 roku rozkład populacji względem narodowości i przynależności etnicznej wyglądał następująco:
- Słowacy – 32,81%
- Czesi – 0,37%
- Morawianie – 0,09%
- Niemcy – 0,09%
- Polacy – 0,09%
- Romowie – 7,99%
- Rusini – 0,09%
- Ukraińcy – 0,09%
- Węgrzy – 58,27%

Ze względu na wyznawaną religię struktura mieszkańców kształtowała się w 2001 roku następująco:
- Katolicy rzymscy – 20,54%
- Grekokatolicy – 20,45%
- Ewangelicy – 0,28%[a]
- Prawosławni – %
- Husyci – %
- Ateiści – 2,32%
- Przedstawiciele innych wyznań – %
- Nie podano – 0,19%